# Autriche aux Jeux olympiques d'hiver de 1984
Cet article contient des informations sur la participation et les résultats de l'Autriche aux Jeux olympiques d'hiver de 1984.
L'équipe d'Autriche olympique a remporté une médaille lors de ces Jeux olympiques d'hiver de 1984 à Sarajevo, se situant 17e place des nations au tableau des médailles.
Le porte-drapeau de la délégation autrichien était le skieur Franz Klammer.